# آنا وود
آنا وود (بالإنجليزية: Anna Wood)‏ هي ممثلة أمريكية، ولدت في 30 ديسمبر 1985 بماونت إيري في الولايات المتحدة. بدأت مشوارها المهني سنة 2009.

## أعمال

### مسلسلات
- الإخوة والأخوات
- لوس أنجلوس
- ذا غود وايف
- رجال ماد

## وصلات خارجية
- آنا وود على موقع IMDb (الإنجليزية)
- آنا وود على موقع ألو سيني (الفرنسية)
- آنا وود على موقع أول موفي (الإنجليزية)
- آنا وود على موقع قاعدة بيانات الأفلام السويدية (السويدية)
- آنا وود على موقع قاعدة بيانات الفيلم (الإنجليزية)
- آنا وود على موقع كينوبويسك (الروسية)